# 京都府道571号西神崎上東線
京都府道571号西神崎上東線（きょうとふどう571ごう にしかんざきかみひがしせん）は、京都府舞鶴市を通る一般府道である。

## 概要
舞鶴市字西神崎から舞鶴市字上東に至る。
神崎海岸を起点に由良川の河口から右岸に沿って走る。現在、上東付近で道路拡幅工事中。

### 路線データ
- 起点：舞鶴市字西神崎（神崎交差点、京都府道601号由良金ヶ岬上福井線交点）
- 終点：舞鶴市字上東（藤津交差点、国道175号交点、京都府道55号舞鶴福知山線起点）

## 歴史
- 1977年（昭和52年）6月9日 - 認定。
- 1994年（平成6年）4月1日 - 整理番号を294から571へ改番。

## 路線状況

### 重複区間
- 京都府道569号東雲停車場線（舞鶴市字水間 - 東雲駅前交差点 - 舞鶴市字中山）

## 地理

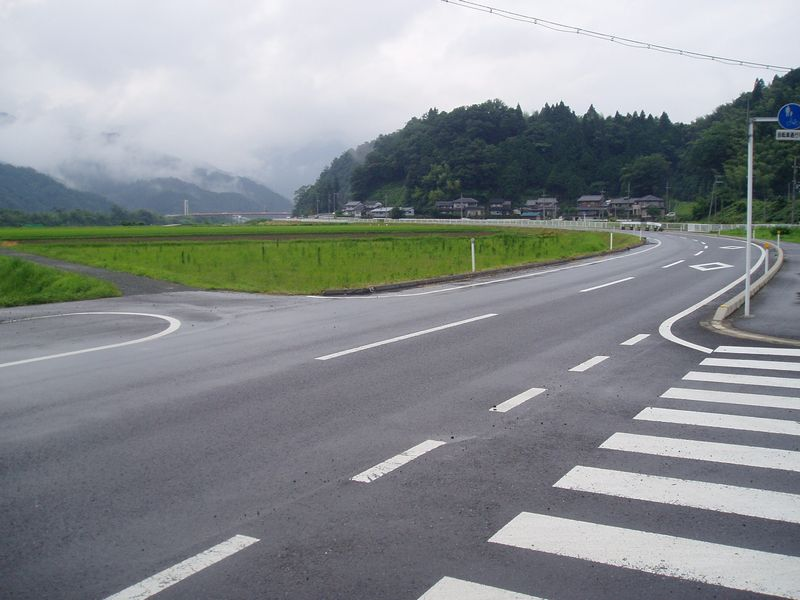
下東付近
2006年7月撮影

### 通過する自治体
- 舞鶴市

### 交差する道路
| 交差する道路                                                                         | 交差する場所 | 交差する場所      |
| ------------------------------------------------------------------------------------ | ------------ | ----------------- |
| 京都府道601号由良金ヶ岬上福井線                                                      | 字西神崎     | 神崎交差点 / 起点 |
| 京都府道569号東雲停車場線 重複区間起点                                               | 字水間       | 東雲駅前交差点    |
| 京都府道569号東雲停車場線 重複区間終点                                               | 字中山       |                   |
| 京都府道568号念仏峠線                                                                | 字下東（）   | 下東交差点        |
| 国道175号 国道178号 重複 京都府道567号地頭四所停車場線 重複 京都府道55号舞鶴福知山線 | 字上東       | 藤津交差点 / 終点 |

### 交差する鉄道
- 京都丹後鉄道宮舞線

### 沿線
- 神崎海水浴場
- 湊十二社
- 神崎簡易郵便局
- 舞鶴警察署 神崎駐在所
- 舞鶴市立神崎小学校
- 京都丹後鉄道宮舞線
  - 丹後神崎駅 - 東雲駅
- 舞鶴市立由良川中学校
- 八雲橋
- 安寿姫塚（安寿と厨子王）
- 建部山登山口
- 舞鶴八雲郵便局
- 大川橋
- NTT西日本 京都支店舞鶴八雲別館